# 동북리역
동북리역(東北里驛)은 조선민주주의인민공화국 평양직할시에 소재한 평라선과 룡성선의 역이다. 라선철도가 통과하는 룡성구역에 룡성선철로가 건설되어 있는데, 여기에 설치된 동북리역, 새동역, 중이역을 포함한 3개의 역 가운데 하나이다.